# كيفن لويس
كيفن لويس (بالإنجليزية: Kevin Lewis) (19 سبتمبر 1940 في المملكة المتحدة - ) هو لاعب كرة قدم بريطاني في مركز الهجوم. لعب مع شيفيلد يونايتد ونادي ليفربول وهدرسفيلد تاون وويغان أتلتيك.

## وصلات خارجية
- كيفن لويس على موقع قاعدة بيانات كرة القدم.إي يو (الإنجليزية)